# Hypopyra pudens
Hypopyra pudens är en fjärilsart som beskrevs av Walker 1858. Hypopyra pudens ingår i släktet Hypopyra och familjen nattflyn. Inga underarter finns listade i Catalogue of Life.